# Dischistus longirostris
Dischistus longirostris är en tvåvingeart som beskrevs av Hesse 1938. Dischistus longirostris ingår i släktet Dischistus och familjen svävflugor. Inga underarter finns listade i Catalogue of Life.